# Ruskin (Flórida)
Ruskin é uma Região censo-designada localizada no estado americano da Flórida, no Condado de Hillsborough.

## Demografia
Segundo o censo americano de 2000, a sua população era de 8321 habitantes.

## Geografia
De acordo com o United States Census Bureau tem uma área de 40,0 km², dos quais 36,9 km² cobertos por terra e 3,1 km² cobertos por água. Ruskin localiza-se a aproximadamente 1 m acima do nível do mar.

## Localidades na vizinhança
O diagrama seguinte representa as localidades num raio de 24 km ao redor de Ruskin.